# Likely (California)
Likely es un lugar designado por el censo ubicado en el condado de Modoc en el estado estadounidense de California. En el año 2010 tenía una población de 63 habitantes.

## Geografía
Likely se encuentra ubicado en las coordenadas 41°13′47″N 120°30′13″O / 41.22972, -120.50361.